# Корте Нарди (Пиза)
Корте Нарди је насеље у Италији у округу Пиза, региону Тоскана.
Према процени из 2011. у насељу је живело 55 становника. Насеље се налази на надморској висини од 39 м.